# Günther Jauch
Günther Johannes Jauch (Münster, Alemania, 13 de julio de 1956) es una de las personalidades más famosas de la televisión alemana. Reside en Potsdam, Brandenburg junto a su esposa Thea (Dorothea) Jauch y sus cuatro hijos.

## Biografía
Después de 18 años de matrimonio de derecho contrajo matrimonio con Thea en 2006 sin permitir a la prensa fotografiar su boda. La única foto, de poca calidad, de la ceremonia, se publicó en el diario Bild. El periódico tuvo que pagar una multa de 200.000 euros por violación de su esfera privada. Se casó en Orangerie, en el Schloss Sanssouci en Potsdam.
Jauch es famoso por su peculiar estilo de informar y entretener al público, considerado inteligente y divertido. Ha sido galardonado con varios premios por sus trabajos televisivos en Alemania. Jauch es propietario de la productora "i&u TV", siglas de Information und Unterhaltung ("información y entretenimiento"). Es también conocido por donar grandes cantidades de dinero que recibe por sus apariciones en publicidad. 
Jauch ha invertido dinero en el compra y restauración de varios edificios históricos en el área de Potsdam, donde reside.
Jauch ha producido y conducido el programa Stern TV, una revista en el canal RTL desde 1990. El programa causó sensación por la retransmisión de artículos falsificados por el periodista Michael Born.

## Carrera
- Wer wird Millionär? (¿Quién quiere ser millonario?)
- 5-Millionen SKL Show
- RTL-Skispringen (salto de esquí)
- UEFA Champions League ()
- Stern TV
- Menschen, Bilder, Emotionen (Gente, imágenes, emociones)
- Grips-Show (Show de cerebro)
- Der Große IQ-Test (El gran test IQ)
- Die 1 Million SKL Show
- Das aktuelle Sport-Studio (actualización de noticias deportivas)
- 5 Gegen Jauch (5 against Jauch)

## Productos anunciados
- Krombacher (cerveza)
- KarstadtQuelle (compañía de distribución al por menor y por correo)
- Süddeutsche Klassenlotterie (lotería)
- DHL (empresa perteneciente al grupo postal alemán Deutsche Post, junto a Thomas Gottschalk)
- World Wide Fund for Nature (organización por la conservación de la naturaleza)